# Piedrahíta de Castro
Piedrahita de Castro település Spanyolországban,  Zamora tartományban. Piedrahíta de Castro San Cebrián de Castro, Moreruela de los Infanzones és Pajares de la Lampreana községekkel határos. Lakosainak száma 106 fő (2024).

## Népesség
A település népessége az utóbbi években az alábbiak szerint változott:
| Lakosok száma | 150  | 138  | 130  | 124  | 118  | 106  | 90   | 87   | 106  | 106  |
|               | 2001 | 2004 | 2007 | 2009 | 2012 | 2014 | 2017 | 2019 | 2022 | 2024 |